# Iulitta Zubova
Iulitta Borisovna Zubova (in russo Иулитта Борисовна Зубова?), chiamata anche Iulitta di Ufa (in russo Иулитта Уфимская?, Iulitta Ufimskaja) (1807 – 1903) è stata una monaca cristiana russa Stolta in Cristo, venerata come santa dalla Chiesa ortodossa russa, che la ricorda il 3 aprile.

## La vita
Nata in una famiglia di contadini del villaggio di Vodzviženskoe, nell'Oblast' di Orenburg, Iulitta decise fino in giovane età di dedicarsi interamente alla vita religiosa e per tale motivo aveva presto cessato di nutrirsi di carne. Destinata invece dai genitori al matrimonio, a quindici anni, ispirata da un sogno, iniziò a simulare pazzia per le strade del paese, gettandosi nel fango delle pozzanghere e gridando frasi sconnesse, decisa a percorrere il cammino ascetico di Stolta in Cristo, così come erano chiamati coloro che simulando pazzia, vivendo in povertà e pregando incessantemente ritenevano di poter prendere parte alla Passione di Gesù. Allontanatasi dalla casa paterna scalza e vestita di pochi stracci, iniziò a vivere per le strade, alla mercé delle angherie e delle percosse dei propri concittadini che la consideravano una folle degna solo di disprezzo e in costante pericolo a causa delle insidie che le tendevano i giovani del luogo, decisi a soddisfare su di lei, giovane e indifesa, i propri appetiti sessuali. Per difendersi da questi ultimi si era procurata dei grandi spilloni, che usava come vere e proprie armi. Presto tuttavia, anche grazie alla protezione accordatale da padre Speranskij, sacerdote nel villaggio di Nikitino, la gente del luogo incominciò a rispettarla. Venne creduta capace di chiaroveggenza e a lei si rivolgevano per ottenere consigli i contadini del circondario.
All'età di settantotto anni decise di ritirarsi nel convento della città di Ufa dove visse fino al 1903 continuando a ricevere le visite delle persone che chiedevano a lei aiuto.

## Miracoli e leggende devozionali
Numerosi miracoli, soprattutto riguardanti le doti di chiaroveggente, furono ascritti alla santa nelle sue agiografie. Di seguito se ne indicano i più significativi.
- Si racconta che, mentre viveva tra le vie del suo paese natale, Iulitta fosse solita predire il futuro attraverso la dazione di determinati oggetti che teneva sempre con sé. quando prevedeva per qualcuno un periodo di tribolazioni, ad esempio, consegnava alla persona interessata una croce, che poteva essere grande o piccola a seconda dell'entità dei patimenti che avrebbe sofferto. Altre volte parlava invece in tono sibillino, ma la ripetitività delle sue predizioni aveva permesso agli abitanti di Vodzviženskoe e Nikitino di codificare i suoi messaggi: sapevano, ad esempio, che quando la santa consigliava di andare a letto vestiti si sarebbe verificato un incendio e che quando Iulitta vagava ululando per le strade si sarebbe verificato un buran, fortissima tempesta di neve che sconvolgeva le immense steppe russe.
- All'arrivo al monastero aveva ripreso a predire il futuro a chi incontrava: quando una monaca doveva cambiare cella si recava presso di lei nell'atto di cavalcare una scopa; quando ad una sorella stavano per morire parenti prossimi si stendeva per terra vicino al suo letto.
- Dovendo l'egumena lasciare il monastero perché, vecchia e stanca, desiderava passare l'ultimo periodo della propria vita nel riposo, ordinò al falegname di costruire per lei un letto poiché nel luogo ove doveva recarsi mancava. Venuta a sapere di ciò Iulitta iniziò a lamentarsi a voce alta e alterata che non era di un letto che lei aveva bisogno ma di un tavolo. Le monache capirono il senso di questa predizione quando l'egumena, appena trasferitasi nel nuovo alloggio, vi morì: un tavolo solido sarebbe infatti stato necessario per il sostegno della bara.